# Deutsche Post in China

Paketkarte vom 16. Juni 1896, ausgestellt beim Deutschen Postamt in Shanghai

Die Deutsche Post in China war eine von 1886 bis 1917 bestehende Einrichtung des Deutschen Reichs in China. Sie diente der Errichtung und dem Betrieb von Post- und Telekommunikationsdiensten zwischen den beiden Ländern. Die deutsche Politik sah Teile des östlichen China als Kolonialgebiet an und errichtete dort ohne bilaterale Absprachen Postämter. Der politische Hintergrund waren wirtschaftliche Interessen, basierend auf einem Handelsabkommen zwischen beiden Ländern von 1861. Die deutsche Post richtete 1886 die erste Reichspostdampferlinie nach Ostasien ein.

## Hintergrund
China unterhielt seit Jahrhunderten ein das ganze Land umspannendes Kuriernetzwerk, über das Verwaltungsdokumente, nicht aber private Briefe befördert wurden. 1860 errichteten mehrere europäische Länder eine Seezollverwaltung, die über diverse chinesische Häfen Zollformalitäten im internationalen Handel regelten. Diese Einrichtung öffnete sich im Laufe der Jahre auch dem Transport von Privatpost. Um die Auslieferung ins Landesinnere zu ermöglichen, entstanden unter dem Label „Zollpost“ Postdienste ohne jegliche Anbindung an den Weltpostverein. In Shanghai entstanden 152 Privatposten, etwa die von der Stadtverwaltung betriebene Municipal Local Post. Englische, französische, US-amerikanische und japanische Kaufleute erreichten die Errichtung von offiziellen Poststellen in Shanghai, die alle Verträge mit dem Weltpostverein unterhielten.
Nach jahrelangen Verhandlungen schloss im Juli 1885 Reichskanzler Bismarck mit der Reederei Norddeutscher Lloyd den Vertrag über die Errichtung einer regelmäßigen Postdampfschiffverbindung zwischen den Nordseehäfen und Ostasien und Australien. Ein Jahr später kam der erste deutsche Postdampfer in Shanghai an. An Bord war der Postpraktikant Anding aus Trier. Er eröffnete am 16. August 1886 die erste deutsche Postniederlassung in China. Die Postagentur Shanghai erhielt 1896 die Bezeichnung Postamt.

## Deutsche Postanstalten

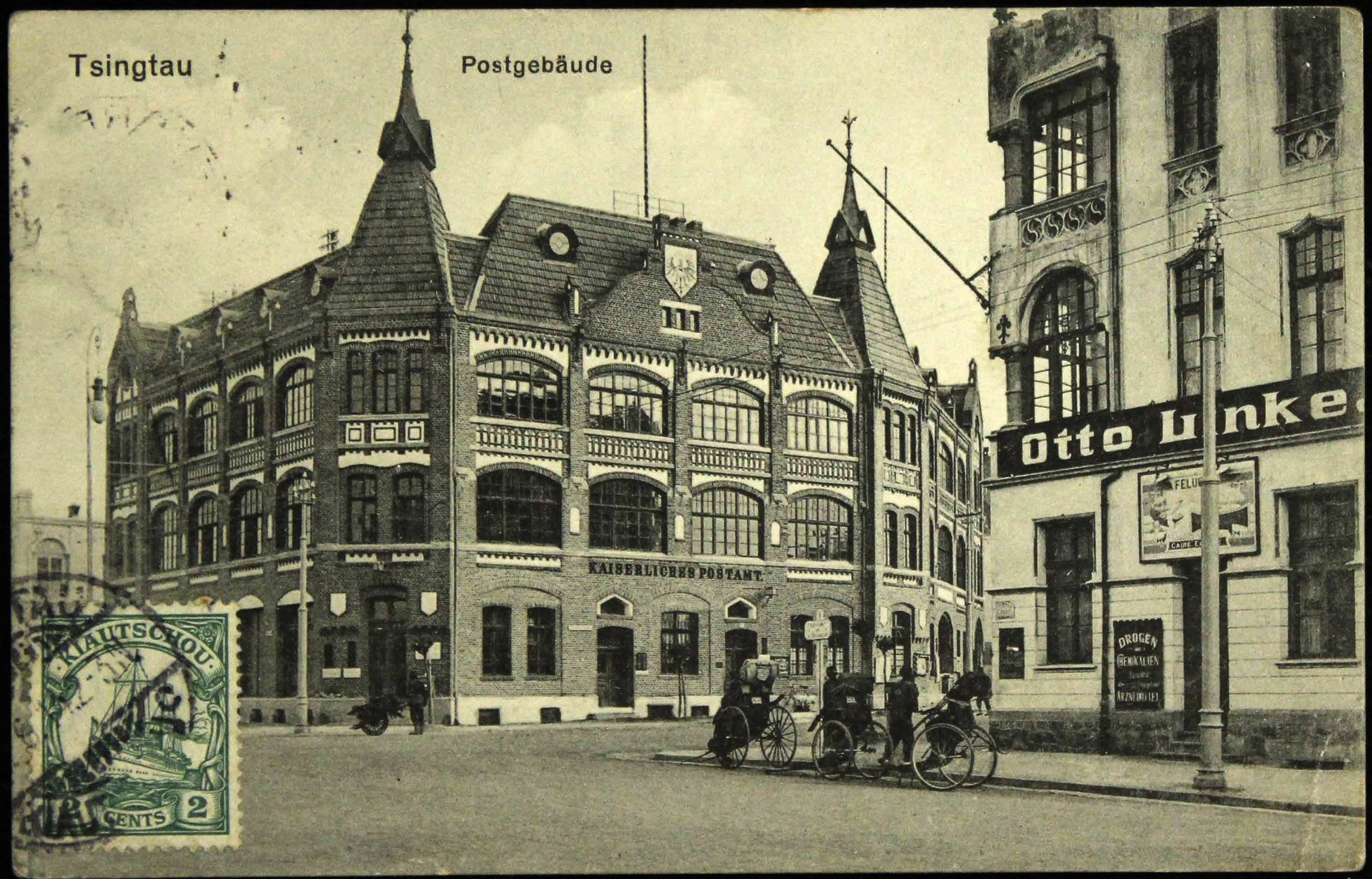
Postgebäude und Kaiserliches Postamt in Tsingtau (Kiautschou) auf einer Postkarte, um 1910

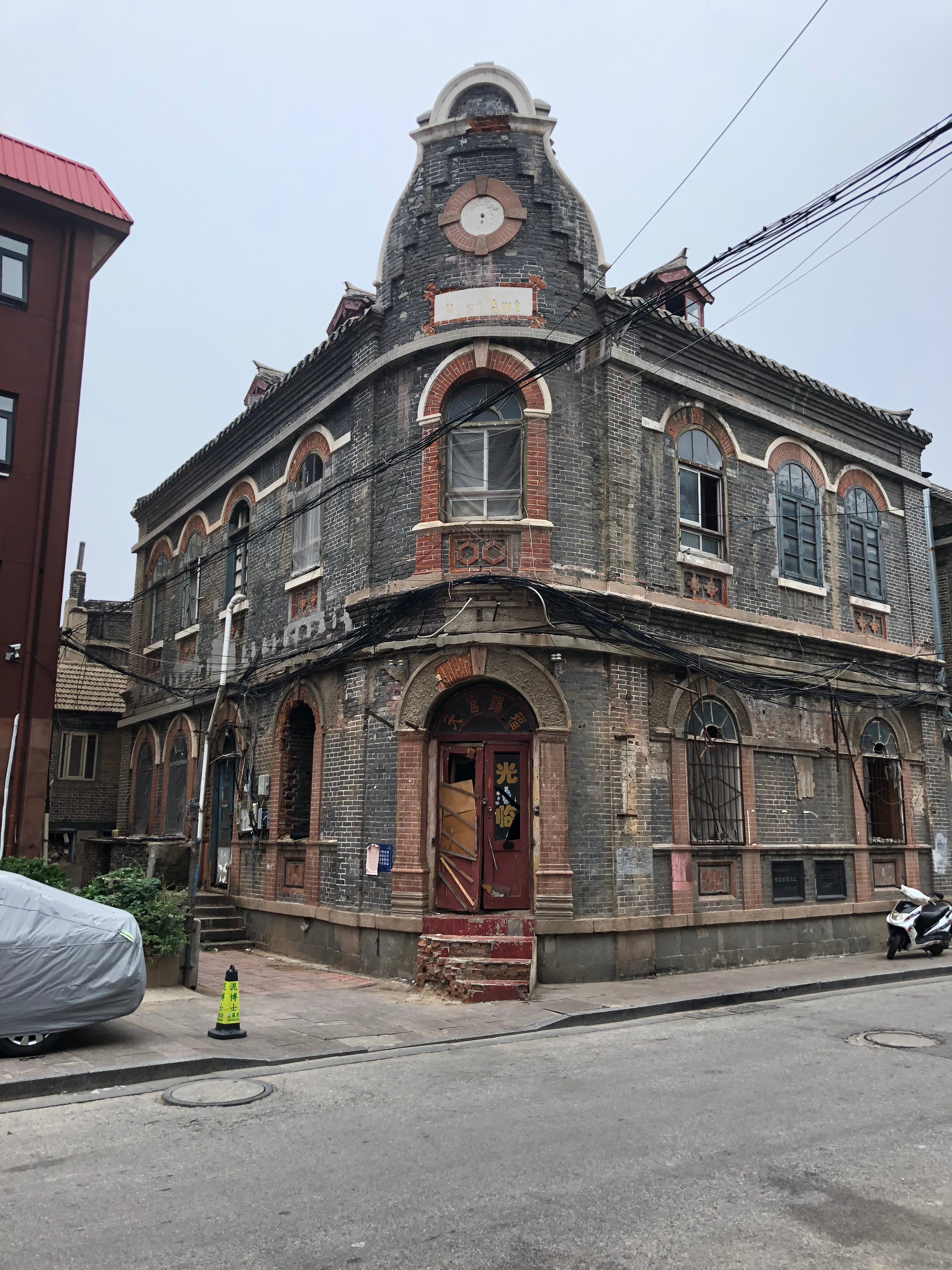
Ehemaliges deutsches Postamt in Yantai (2018)

Beim Konsulat in Tianjin (Tientsin) entstand im Oktober 1889 eine Postzweigstelle, die am 1. April 1893 in eine Postagentur und im Juni 1900 in ein deutsches Postamt umgewandelt wurde.
Ein weiteres Kaiserlich Deutsches Konsulat befand sich in Yantai (Tschifu). Dort gab es seit dem 1. Juni 1892 eine deutsche Postzweigstelle, die im Juni 1900 ebenfalls in ein Postamt umgewandelt wurde.
Eine Erweiterung des deutschen Postdienstes in China war durch den Erwerb des Pachtgebietes Kiautschou durch das Deutsche Reich und durch die Wirren des Jahres 1900 bedingt. Die seit 1898 bestehende Agentur in Tsingtau (Kiautschou) wurde am 1. Juni 1900 in ein Postamt umgewandelt.
Am 11. September 1900 wurde das deutsche Postamt in Peking eingerichtet. Weitere deutsche Postämter, im Gebiet des Jangtse, wurden am 1. April 1900 in Hankau  (Hankou) und am 28. Oktober 1901 in Tschingkiang (Zhenjiang) eröffnet. Im südlichen China wurde im Juni 1900 in Futschau (Fuzhou) und 1902 in Amoy (Xiamen) und Kanton (Guangzhou) eine Postanstalt eingerichtet.
Die wachsende Bedeutung der deutschen Post in Ostasien führte 1901 zur Einrichtung einer deutschen Postdirektion in Shanghai, zuständig für China einschließlich Kiautschou.
Der Handel erforderte 1903 die Einrichtung von Postanstalten in den Flusshäfen Nanking (Nanjing) und Itschang (Yichang). Am 1. April 1904 wurde in Tsinanfu (Jinan), am Endpunkt der Schantung-Bahn, ein deutsches Postamt eröffnet. In Tschingtschoufu und Tschontsun (Zibo), an der Bahnstrecke, gab es bereits seit 1903 Postanstalten.
Als letzte Deutsche Postanstalt kamen 1904 Swatau (Shantou), einer seit 1869 dem europäischen Handel geöffnete Handelsstadt in Guangdong, und kurzfristig auch in Tongku, Weihsin (Weifang) hinzu.
In den folgenden Jahren wurden mehrere Postanstalten wieder aufgegeben. Bis März 1917 bestanden in China 13 deutsche Postanstalten. Sie alle mussten nach der Kriegserklärung Chinas geschlossen werden.

## Personal
Jede dieser Postanstalten wurde von einem deutschen Fachbeamten, teils auch von Feldpostbeamten, geleitet. Als Hilfsbeamte wurden Chinesen eingesetzt. Bei Kriegsausbruch 1914 waren 33 Fachbeamte und 38 Chinesen als Hilfsbeamte, insgesamt 142 Chinesen, bei der deutschen Post beschäftigt.

## Organisation und Dienstzweige
Seit ihrer Einrichtung gehörten alle deutschen Postanstalten zum Weltpostverein, seit 1894 waren sie ausdrücklich als Glieder des Weltpostvereins genannt. Mit Ausnahme des Postauftragsdienstes nahmen sie an allen Dienstzweigen des Weltpostvertrages und seiner Nebenabkommen teil. Seit Juli 1908 galten in China sowie im Verkehr mit der Heimat und den anderen deutschen Kolonien die innerdeutschen Postgebühren.